# Synagoge (Baranawitschy)

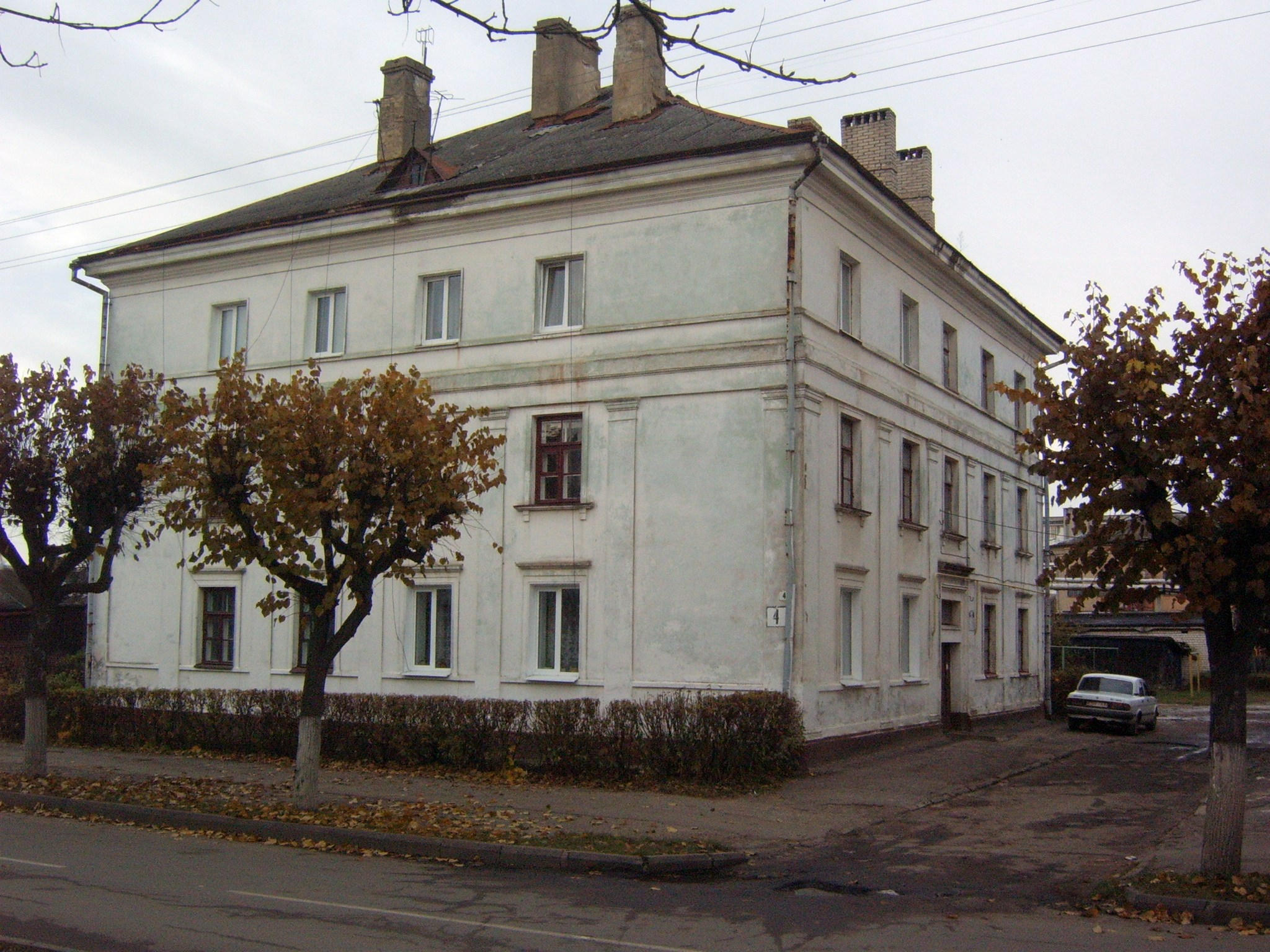
Ehemalige Synagoge in Baranawitschy (2009)

Die Synagoge in Baranawitschy, einer belarussischen Stadt in der Breszkaja Woblasz, wurde um 1900 erbaut.
In Baranawitschy war vor 1941 der Anteil der jüdischen Bevölkerung hoch. Der überwiegende Teil der jüdischen Bevölkerung wurde von den deutschen Besatzern während des Holocausts ermordet.
Die Synagoge überstand den Krieg und wurde zu einem dreigeschossigen Wohnhaus umgebaut.